# Maci Laci – Kalandok az űrben
A Maci Laci – Kalandok az űrben (eredeti cím: Yogi's Space Race) 1978-ban bemutatott amerikai televíziós rajzfilmsorozat, amelynek a rendezője Ray Patterson és Carl Urbano, a zeneszerzője Hoyt Curtin. A tévéfilmsorozat a Hanna-Barbera Productions gyártásában készült, a Taft Broadcasting, a Worldvision Enterprises, a Turner Entertainment és a Warner Bros. Television Distribution forgalmazásában jelent meg. Műfaja kalandfilmsorozat és filmvígjáték-sorozat. Amerikában 1978. szeptember 6. és 1978. december 2. között az NBC adta, Magyarországon 2017. október 7-étől a TV2 tűzte műsorára hétvégenként a TV2 Matiné című műsorblokk idejét követően.

## Szereplők
| Szereplő                      | Eredeti hang       | Magyar hang                   |
| ----------------------------- | ------------------ | ----------------------------- |
| Maci Laci                     | Daws Butler        | Vass Gábor                    |
| Foxi Maxi                     | Daws Butler        | Bolla Róbert                  |
| Paci Lóca                     | Daws Butler        | Galbenisz Tomasz              |
| Peti Potamus                  | Daws Butler        | Kapácsy Miklós                |
| Sáp Hapi                      | Mel Blanc          | Kapácsy Miklós                |
| Majrés Medve                  | Joe Besser         | Magyar Attila                 |
| Hablaty                       | Frank Welker       | Sipos Eszter Anna             |
| Buford                        | Frank Welker       | saját hangján                 |
| Dömper-orr                    | Frank Welker       | Katona Zoltán                 |
| Good kapitány / Fantom Fráter | Frank Welker       | Varga Rókus Dézsy Szabó Gábor |
| Prímamacs / Latya             | Frank Welker       | saját hangján Kertész Péter   |
| Wendy                         | Marilyn Schreffler | N/A                           |
| Rita                          | Pat Parris         | N/A                           |
| Narrátor                      | Gary Owens         | Barabás Kiss Zoltán           |

További magyar hangok: Andai Kati,  Barta Alexa, Bodrogi Attila, Csiby Gergő, Losonczi Kata, Papucsek Vilmos, Pavletits Béla, Pájer Alma, Pálfai Péter, Sörös Miklós (Leonardo Lingvini), Tarján Péter (Gorilla király)

## Évados áttekintés
| Évad | Évad | Epizódok | Eredeti sugárzás    | Eredeti sugárzás  | Magyar sugárzás  | Magyar sugárzás    |
| Évad | Évad | Epizódok | Évadpremier         | Évadfinálé        | Évadpremier      | Évadfinálé         |
| ---- | ---- | -------- | ------------------- | ----------------- | ---------------- | ------------------ |
|      | 1    | 13       | 1978. szeptember 9. | 1978. december 2. | 2017. október 7. | 2017. november 18. |

## 1. évad
| #   | Eredeti cím                             | Magyar cím                            | Eredeti premier      | Magyar premier     |
| --- | --------------------------------------- | ------------------------------------- | -------------------- | ------------------ |
| 1.  | The Saturn 500                          | 500 kör a Szaturnusz körül            | 1978. szeptember 9.  | 2017. október 7.   |
| 2.  | The Neptune 9000                        | Neptun 9000                           | 1978. szeptember 16. | 2017. október 8.   |
| 3.  | The Pongo Tongo Classic                 | A Tongo bolygó                        | 1978. szeptember 23. | 2017. október 14.  |
| 4.  | Nebuloc - The Prehistoric Planet        | A Nebuloc - Az őskori bolygó          | 1978. szeptember 30. | 2017. október 15.  |
| 5.  | The Spartikan Spectacular               | A Spartika-i slamasztika              | 1978. október 7.     | 2017. október 21.  |
| 6.  | The Mizar Marathon                      | A Mizar maraton                       | 1978. október 14.    | 2017. október 22.  |
| 7.  | The Lost Planet of Atlantis             | Atlantisz elveszett bolygója          | 1978. október 21.    | 2017. október 28.  |
| 8.  | Race Through Oz                         | Verseny Ózon át                       | 1978. október 28.    | 2017. október 29.  |
| 9.  | Race Through Wet Galoshes               | Verseny a sáros csizmánál             | 1978. november 4.    | 2017. november 4.  |
| 10. | The Borealis Triangle                   | Az északi háromszög                   | 1978. november 11.   | 2017. november 5.  |
| 11. | Race to the Center of the Universe      | Verseny az univerzum középpontja felé | 1978. november 18.   | 2017. november 11. |
| 12. | Race Through the Planet of the Monsters | Verseny a Monstros bolygón át         | 1978. november 25.   | 2017. november 12. |
| 13. | Franzia                                 | Franzia                               | 1978. december 2.    | 2017. november 18. |